# Poolbillard-Jugendeuropameisterschaft 1999
Die Poolbillard-Jugendeuropameisterschaft 1999 war die 19. Austragung der von der European Pocket Billiard Federation veranstalteten Jugend-Kontinentalmeisterschaft im Poolbillard. Sie fand in Kielce statt.
Ausgespielt wurden die Disziplinen 14/1 endlos, 8-Ball und 9-Ball sowie Mannschafts-Wettbewerbe in den Kategorien Junioren und Schüler. Bei den Juniorinnen wurden lediglich 8-Ball und 9-Ball gespielt.

## Medaillengewinner
| Disziplin              | Gold              | Silber              | Bronze                                  |        |
| ---------------------- | ----------------- | ------------------- | --------------------------------------- | ------ |
| Junioren – 14/1 endlos | Christian Weigoni | Nikos Ekonomopoulos | Brian Naithani Jussi Saxholm            | [ 1 ]  |
| Junioren – 8-Ball      | John Vassalos     | Nikos Ekonomopoulos | Antonius Kapiris Raphael Keusen         | [ 2 ]  |
| Junioren – 9-Ball      | Christian Weigoni | John Vassalos       | Khiem Dinh Doan Michael Lichodziejewski | [ 3 ]  |
| Junioren-Mannschaft    | Polen             | Griechenland        | Schweiz Dänemark                        | [ 4 ]  |
| Schüler – 14/1 endlos  | Erik Weiselius    | Karol Skowerski     | Erik Eide Adam Ewald                    | [ 5 ]  |
| Schüler – 8-Ball       | Lukasz Bartkowski | Marcel Kirsten      | Lambros Vrakas Erik Weiselius           | [ 6 ]  |
| Schüler – 9-Ball       | Marcel Kirsten    | Andreas Walnum      | Jussi Iivonen Panos Nakos               | [ 7 ]  |
| Schüler-Mannschaft     | Polen             | Deutschland         | Norwegen Österreich                     | [ 8 ]  |
| Juniorinnen – 8-Ball   | Jasmin Ouschan    | Sabrina Fritz       | Veronika Hubrtova Natalie Bremen        | [ 9 ]  |
| Juniorinnen – 9-Ball   | Jasmin Ouschan    | Sabrina Fritz       | Sabrina Lackner Veronica Johannson      | [ 10 ] |